# 11166 Anatolefrance
11166 Anatolefrance este o planetă minoră (asteroid), cu un diametru de 6,902 km, din centura de asteroizi. A fost descoperită pe 27 februarie 1998 la Observatorul European Austral de Eric Walter Elst și a fost numită după Anatole France. 
Obiectul prezintă o orbită caracterizată de o semiaxă mare de 2,3556237 UAi, o excentricitate de 0,17, o înclinație de 6,37167 ° în raport cu ecliptica.